# Крістіана Вульпіус
Йоганна Крістіана Софія Вульпіус (нім. Johanna Christiana Sophie Vulpius; у шлюбі Крістіана фон Гете; нім. Christiane von Goethe; (1 червня 1765 , Веймар  — 6 червня 1816 , Веймар, Німецький союз ) — німецька художниця по текстилю. Дружина Йоганна Вольфганга Гете з 1806 року.

## Життєпис
По батьківській лінії походить з сім'ї потомствених академіків, по материнській лінії — з ремісників. Крістіана Вульпіус народилася 1765 року в сім'ї веймарського архіваріуса, який не вивчав юриста. Сім'я зазнавала фінансових труднощів, але голова сім'ї намагався дати старшому синові Крістіану Августу Вульпіусу добру освіту. Крістіана працювала модисткою на маленькій капелюшній мануфактурі у Веймарі.
З Гете Крістіана познайомилася у парку, звернувшись до нього з проханням за брата. Гете неодноразово допомагав Крістіану Вульпіусу, який досяг деякої письменницької слави в Німеччині за свої романи. Між Крістіаною та Гете швидко спалахнули любовні стосунки. Вже через рік вона народила першу дитину, сина Августа. Четверо дітей, що народилися після Августа, не вижили.
Крістіана переїхала до будинку Ґете. Проте веймарський двір і місцеве товариство несхвально поставилися до цих стосунків. Вони одружилися лише в 1806 році, після вступу французьких військ до Веймара. 14 жовтня 1806 року Крістіана відважно обороняла будинок від мародерствуючих французьких солдатів, поки Гете не отримав офіційного захисту від французького коменданта. Через кілька днів, 19 жовтня 1806 року Гете і Вульпіус повінчалися в Якобскірсі.
Щоб зламати неприйняття Крістіани жителями Веймара, Гете попросив вдову Йоганну Шопенгауер, матір філософа Артура Шопенгауера, запросити його з дружиною на чаювання. Вдова погодилася, зауваживши, що якщо Гете вважає її гідною стати його дружиною, то ніхто не має права відмовити їй у чашці чаю.
З листів Крістіани до чоловіка видно недоліки її рівня освіти, але вона від природи вміла розумітися в людях. Життєлюбна, практична та енергійна, вона чудово справлялася з великим господарством. Займалася питаннями спадщини після смерті матері Ґете Катарини Елізабет у Франкфурті. Вульпіус дуже любила театр і відвідувала вистави не лише у Веймарі, а й в інших містах, наприклад, у Бад-Лаухштедті, де сім'я проводила літні місяці.
У 1815 році Крістіана Вульпіус пережила апоплексичний удар. Через рік у неї відмовили нирки, і вона померла у муках 6 червня 1816 року на 52 році життя.